# Beerheide
Beerheide (vogtländisch Beerreid) ist eine der vier Ortschaften der Stadt Auerbach/Vogtl. im sächsischen Vogtlandkreis. Die Gemeinde Beerheide mit den Ortsteilen Hohengrün (vogtländisch Hoegrie) und Hauptbrunn wurde am 1. Januar 1999 nach Auerbach eingemeindet. Durch die Eingliederung der Gemeinde Beerheide in die Stadt Auerbach/Vogtl. wurden sie eine Ortschaft der Stadt Auerbach/Vogtl. mit eigenem Ortschaftsrat.

## Geographie

### Geographische Lage
Beerheide liegt nördlich der Roten Göltzsch, einem Quellarm der Göltzsch, und im Süden der Stadt Auerbach/Vogtl. im Osten des Naturraumes Vogtland und im sächsischen Teil des historischen Vogtlands. Im Süden reicht die Ortsflur von Beerheide bis in das Tal der Zwickauer Mulde. Südöstlich von Beerheide kann über den Jägerwiesenweg nach gut zwei Kilometer in Richtung Morgenröthe-Rautenkranz, inmitten eines dichten Waldes, der Vogtlandsee erreicht werden.
Nach der Naturraumkarte von Sachsen gehört die Ortschaft zur Mesogeochore „Westrandstufe des Erzgebirges bei Auerbach“ und innerhalb derer zur Mikrogeochore „Beerheider Hochfläche“.

### Nachbarorte
| Mühlgrün           | Auerbach/Vogtl.                             | Schnarrtanne            |
| Falkenstein/Vogtl. | Kompassrose, die auf Nachbargemeinden zeigt | Grünheide               |
|                    | Hammerbrücke mit Friedrichsgrün             | Morgenröthe-Rautenkranz |

## Geschichte

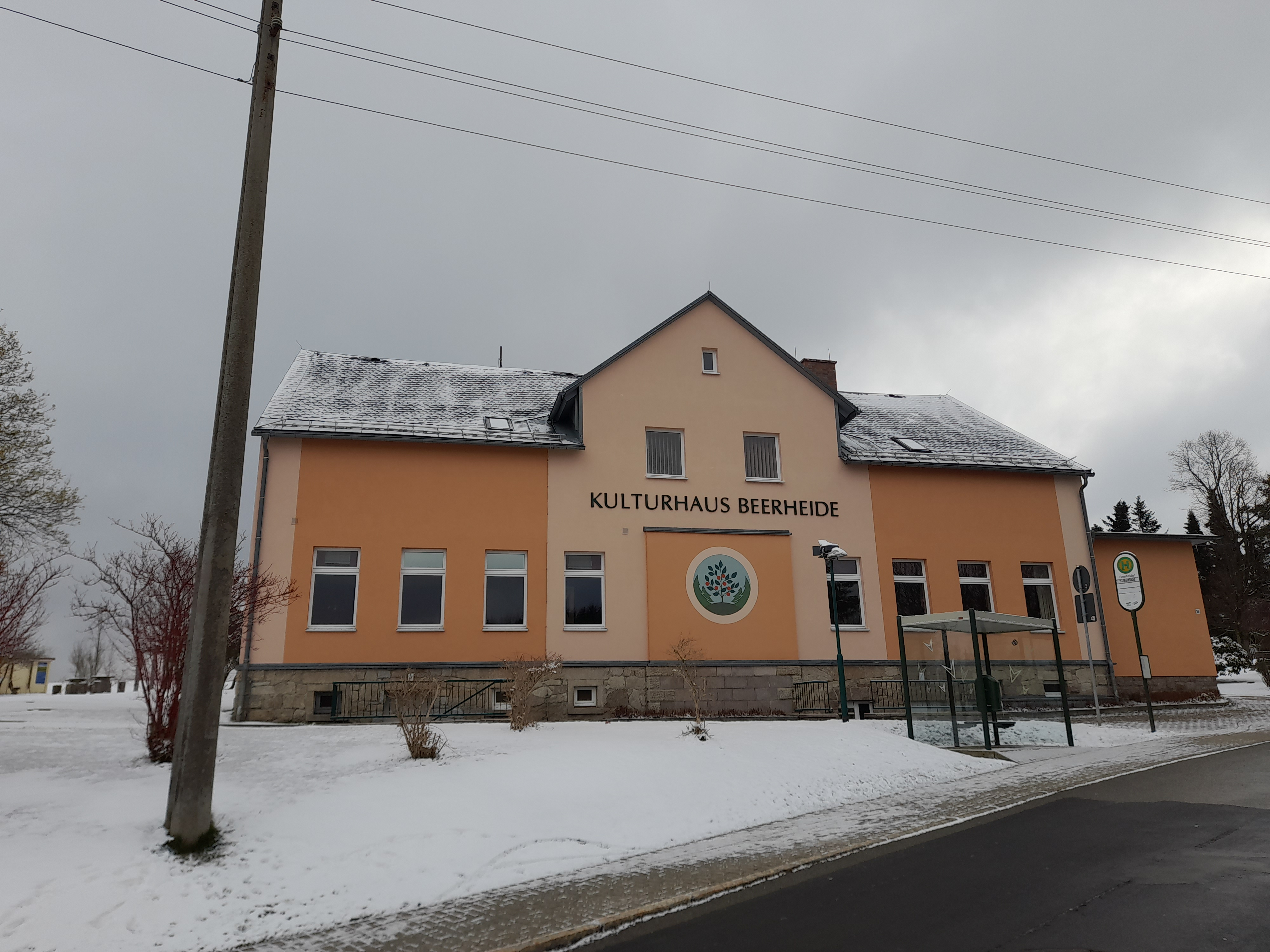
Kulturhaus Beerheide

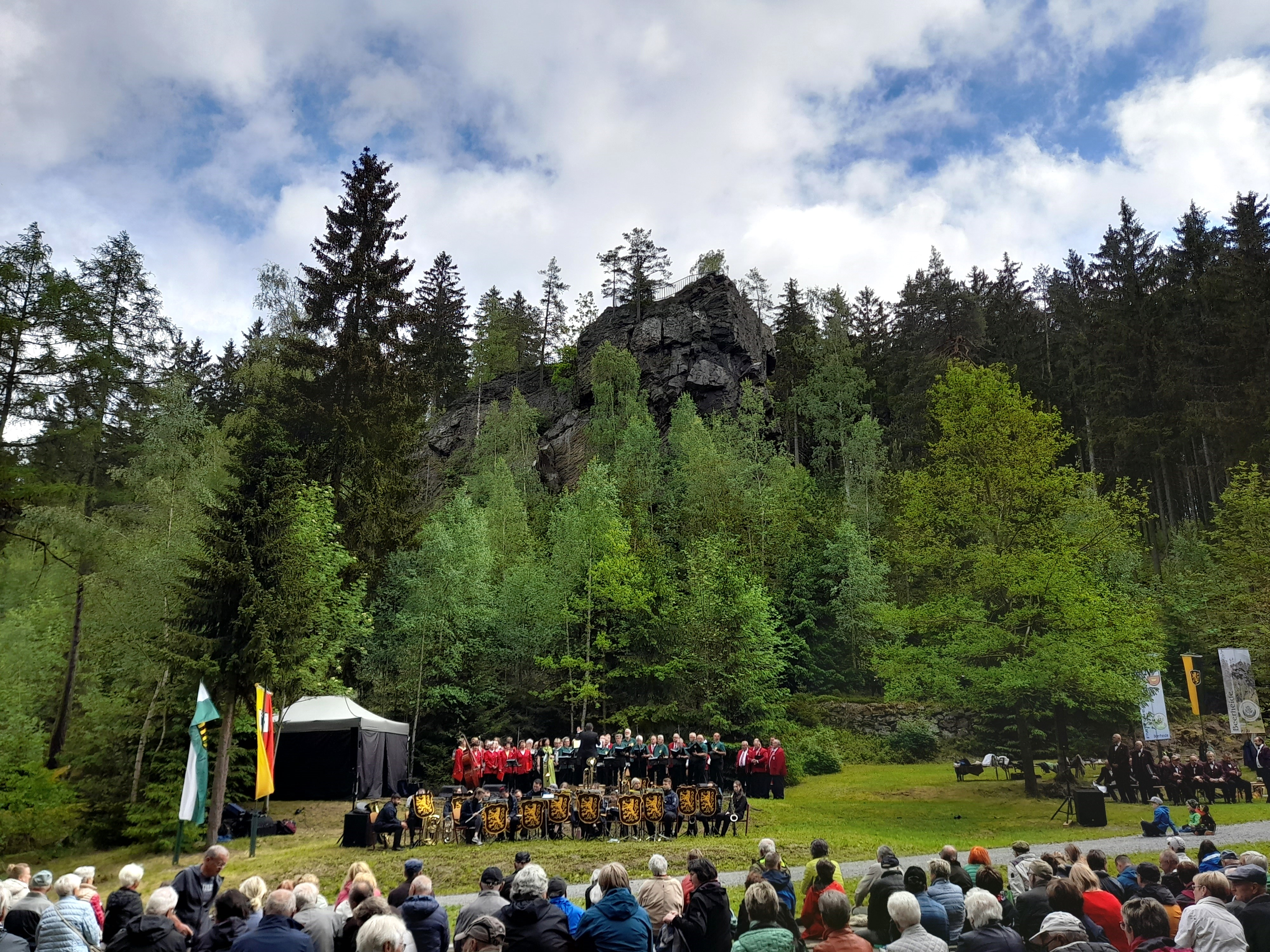
Pfingstsingen am Röthelstein 2024

Der Ortsteil Hohengrün wurde 1411 und Hauptbrunn 1542 erstmals urkundlich erwähnt. Das der Einheitsgemeinde namensgebende Ortsteil Beerheide wurde 1575 in einem Kaufbrief der Edlen von Planitz das erste Mal urkundlich erwähnt. Mit der Teilung des Rittergutes Auerbach 1599, gehörte Beerheide zum Rittergut Auerbach oberen Teiles.
Beerheide gehörte bis ins 16. Jahrhundert zur Herrschaft Auerbach und danach bis 1856 zum kursächsischen bzw. späteren königlich-sächsischen Amt Plauen. 1856 wurde der Ort dem Gerichtsamt Auerbach und 1875 der Amtshauptmannschaft Auerbach angegliedert. 1869 bildeten Hohengrün, Hauptbrunn und Beerheide die Einheitsgemeinde mit dem Namen Beerheide.
Durch die zweite Kreisreform in der DDR kam die Gemeinde Beerheide im Jahr 1952 zum Kreis Auerbach im Bezirk Chemnitz (1953 in Bezirk Karl-Marx-Stadt umbenannt), der 1990 als sächsischer Landkreis Auerbach fortgeführt wurde und 1996 im Vogtlandkreis aufging. Am 1. Januar 1999 wurde die Gemeinde Beerheide in die Große Kreisstadt Auerbach/Vogtl. eingemeindet.
Seit 1953 findet jährlich das Pfingstsingen am Röthelstein, ein Quarzitfelsen am rechten Ufer der Roten Göltzsch, statt. Dafür wurde eine Naturbühne errichtet.
Seit 1967 trägt die Gemeinde den Titel „Staatlich anerkannter Erholungsort“.

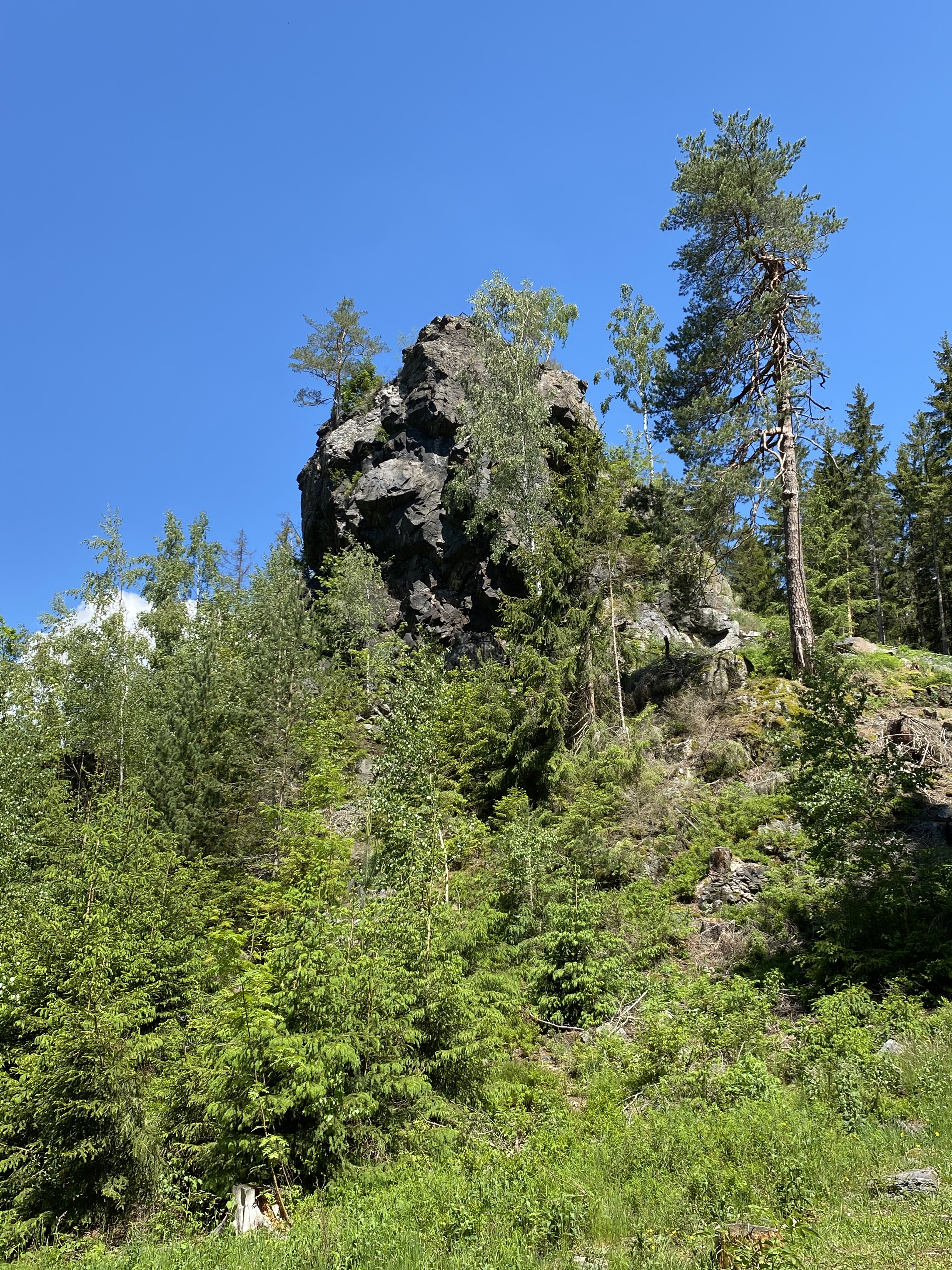
Fels von der Naturbühne aus
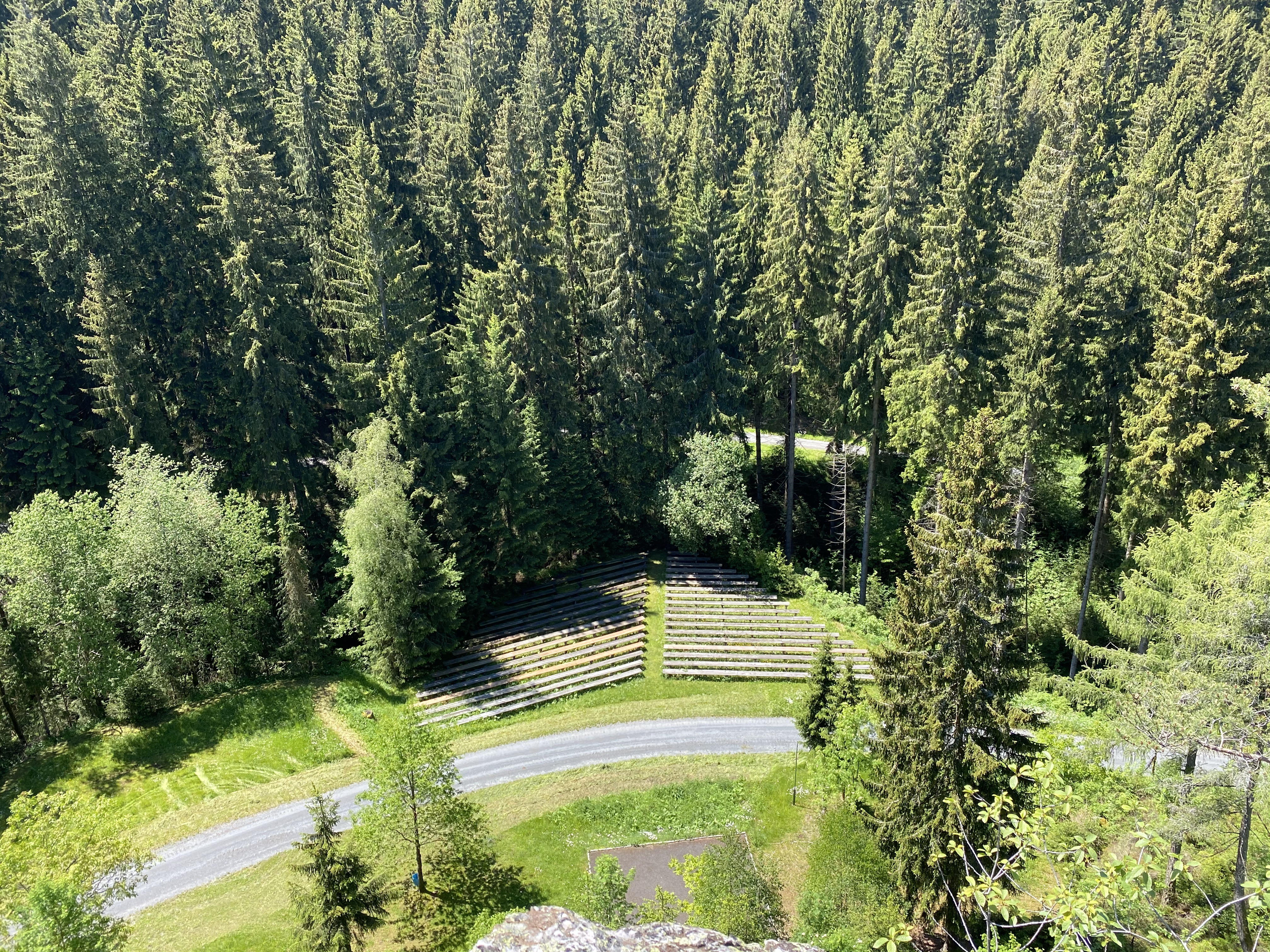
Naturbühne
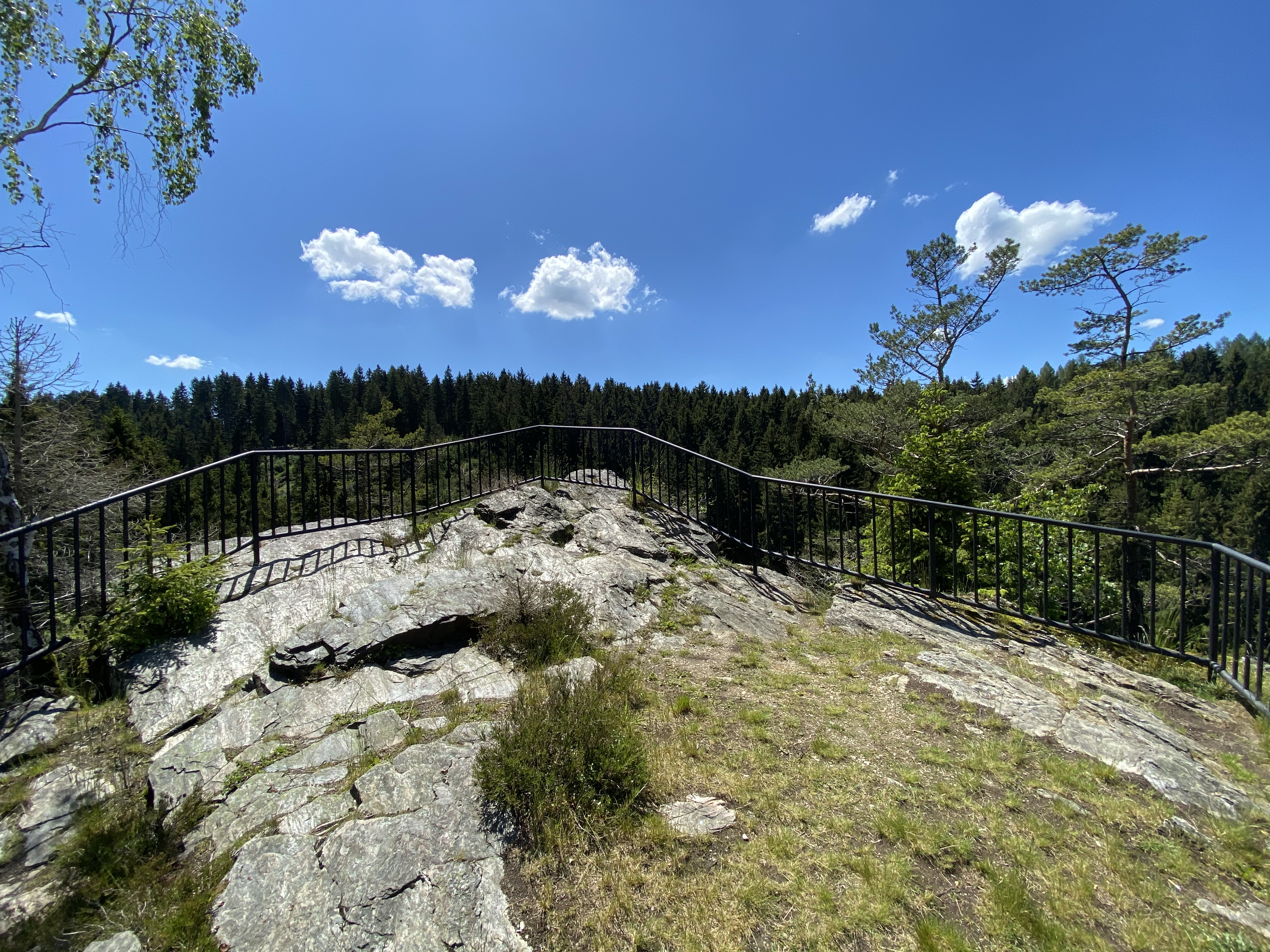
Plattform
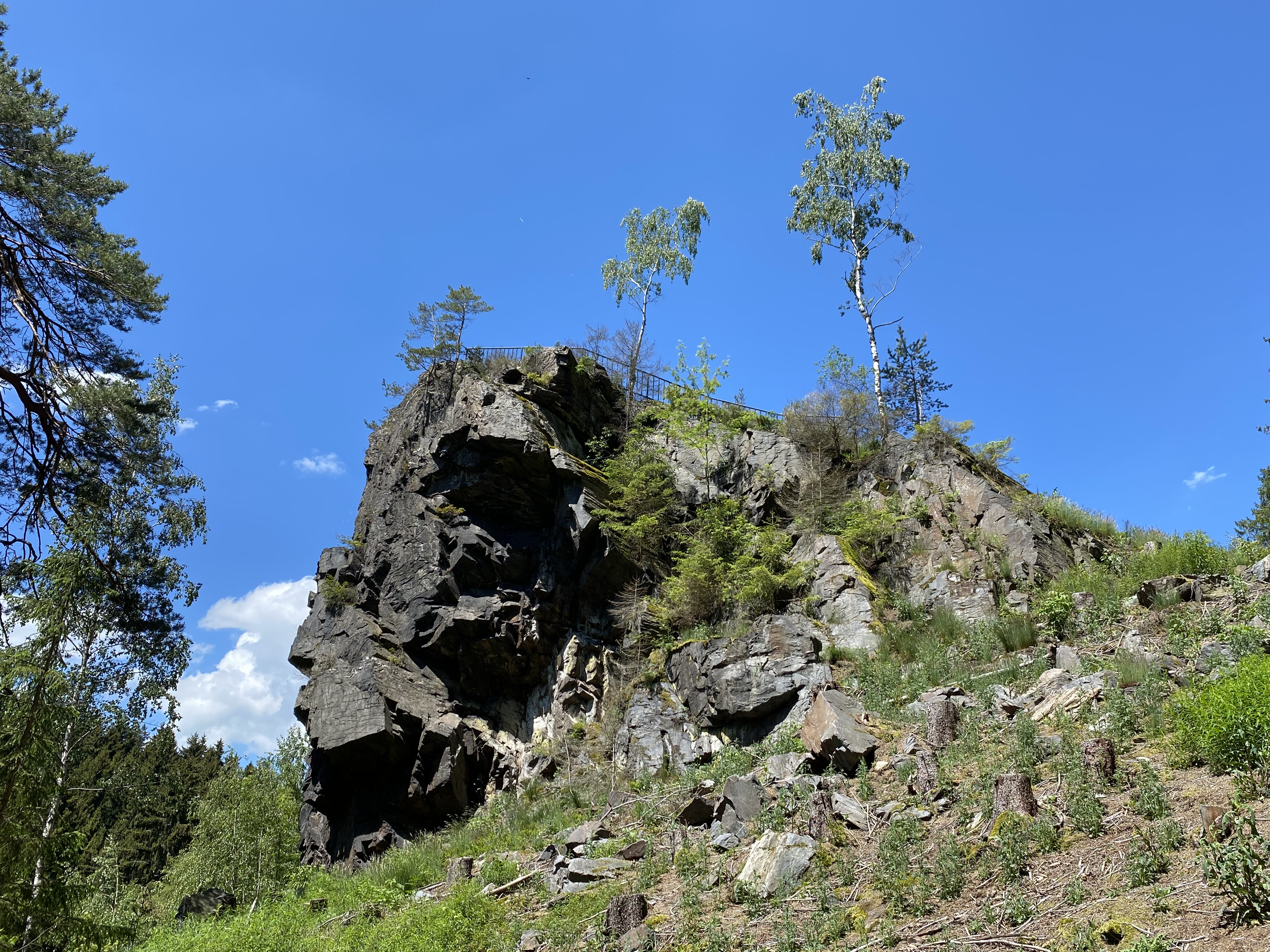
Fels aus der Nähe

### Einwohnerstatistik
1764 lebten in Beerheide 10 besessene Mann und 4 Häusler.
| Jahr          | 1834 | 1871 | 1890 | 1910 | 1925 | 1939  | 1946  | 1950  | 1964 | 1990 |
| ------------- | ---- | ---- | ---- | ---- | ---- | ----- | ----- | ----- | ---- | ---- |
| Einwohnerzahl | 251  | 366  | 351  | 945  | 997  | 1.058 | 1.060 | 1.122 | 969  | 743  |

1910 war Beerheide unter den 69 Kommunen der Amtshauptmannschaft Auerbach auf Rang 32 der Einwohnerstatistik. 1834 lebte im Ort 1 Katholik. 1925 lebten in Beerheide 967 Lutheraner, 3 Katholiken und 27 andersgläubige.

## Öffentlicher Nahverkehr
Beerheide ist über die PlusBus-Linie 20 des Verkehrsverbunds Vogtland im Stundentakt mit Rodewisch, Auerbach und Klingenthal verbunden. 
Die Bahnstrecke Chemnitz–Aue–Adorf (CA-Linie), welche die südliche Ortsflur von Beerheide im Tal der Zwickauer Mulde tangiert, wurde 1875 eröffnet. Mit dem Bau der Talsperre Eibenstock wurde die Strecke unterbrochen und der durchgehende Verkehr am 27. September 1975 eingestellt. Im verbliebenen Abschnitt Schönheide Ost–Muldenberg der CA-Linie wurde der Personenverkehr in zwei Abschnitten 1978 und 1982 eingestellt, Güterverkehr wurde noch bis 1995 durchgeführt. 1998 wurde der Streckenabschnitt stillgelegt. Seit 2008 betreibt der Förderverein Historische Westsächsische Eisenbahnen einen Touristik- und Ausflugsverkehr mit einer Motordraisine zwischen Schönheide Süd und Hammerbrücke.